# Alphen Eagles
Die Alphen Eagles sind eine niederländische American-Football-Mannschaft aus Alphen aan den Rijn, einer Stadt in Südholland. Aktuell spielen die Eagles in der zweithöchsten niederländischen Spielklasse.

## Geschichte
Die Alphen Eagles wurden 1985 gegründet. Ein Jahr später, in ihrer ersten Saison, spielten sie in der höchsten nationalen Liga, in der sie in diesem Jahr allerdings lediglich einen Sieg verbuchen konnten und Letzter ihrer Division wurden. Ein Wiedersehen in der höchsten nationalen Klasse gab es erst wieder in der Saison 2007. Dieses Mal verloren die Eagles all ihre Spiele und stiegen erneut nach nur einer Saison in die Zweitklassigkeit ab.
Zur Saison 2010 kehrten die Eagles ins Oberhaus zurück und hatten dort erstmals Erfolg. Sie erreichten das Halbfinale und scheiterten dort an Seriensieger Amsterdam Crusaders. Ein Jahr später standen sie erneut im Halbfinale und qualifizierten sich durch einen Sieg zum ersten Mal für das Finale um die niederländische Meisterschaft, den Tulip Bowl, in dem sie den Maastricht Wildcats knapp mit 14:16 unterlagen.
In der Saison 2012 zogen die Eagles erneut in den Tulip Bowl ein und trafen dort auf Rekordsieger Amsterdam Crusaders. Mit einem deutlichen 34:3-Sieg errangen sie ihren ersten nationalen Titel. In den folgenden zwei Jahren konnten sie ihren Titel verteidigen, wieder jeweils gegen die Crusaders.
In den Saisons 2012 und 2013 traten die Alphen Eagles im EFAF Cup an und scheiterten dabei jeweils in der Vorrunde. In den Jahren 2014 und 2015 nahmen die Eagles an der European Football League teil.